# Unlimited EP
Unlimited EP – debiutancki minialbum amerykańskiego duetu hip-hopowego Soul Position, wydany 27 sierpnia 2002 roku nakładem wytwórni Rhymesayers Entertainment. Album w całości został wyprodukowany przez RJD2, który swoje kompozycje oparł głównie o soulowe sample z przełomu lat 70. i 80. Za warstwę liryczną odpowiada Blueprint.

## Lista utworów
| # | Tytuł                      | Sample                                                                                             | Czas |
| - | -------------------------- | -------------------------------------------------------------------------------------------------- | ---- |
| 1 | „Intro”                    | - „Alone Again (Naturally)” w wykonaniu Gilberta O’Sullivana                                       | 0:42 |
| 2 | „Unlimited”                | - „Put Your Hand in the Hand” w wykonaniu grupy Ocean                                              | 3:27 |
| 3 | „Mic Control”              | - „The Old Country” w wykonaniu Nancy Wilson - „Little Girl Lost” w wykonaniu Krisa Kristoffersona | 4:09 |
| 4 | „Night to Remember”        | - „The Power of a Smile” w wykonaniu Herba Gellera                                                 | 4:02 |
| 5 | „Take Your Time”           | - „Give Me a Sign” w wykonaniu Ronnie McNeir - „Mama Used to Say” w wykonaniu Juniora              | 5:04 |
| 6 | „Oxford You Really Owe Me” | - „P.L.O. Style” w wykonaniu Method Mana                                                           | 4:26 |